# Villa del Colle del Cardinale
La villa del Colle del Cardinale è situata su un poggio, nella valle del rio Caina, alle pendici del crinale occidentale del monte Tezio, nel comune di Perugia (località Colle Umberto - strada sant'Antonio). Deve il suo nome al cardinale Fulvio della Corgna (1517-1583) che intorno al 1576 la fece costruire come residenza suburbana estiva, su progetto dell'architetto Galeazzo Alessi.

## Storia
(Lione Pascoli, nel 1730, confermò che fu Galeazzo Alessi a progettare la Villa)
Il cardinale della Corgna, nipote del papa Giulio III Ciocchi del Monte e  fratello minore del famoso Ascanio con cui condivise l'amministrazione del marchesato di Castiglione del Lago, fu attento mecenate e cultore delle arti: nel 1571 fece erigere il castello di Pieve del Vescovo, nei dintorni di Corciano, e, quasi nello stesso periodo, incaricò Galeazzo Alessi, autore di importanti edifici nella repubblica di Genova, di realizzare un progetto per una magnifica villa fuori porta dove avrebbe trascorso i mesi estivi.
Il luogo dove sorge la villa, al confine tra il territorio perugino e il Chiugi, è ameno e provvisto di falde acquifere, in strategica posizione nei confronti dei possedimenti dei Vitelli di Città di Castello e dei duchi di Urbino.
La villa, godibile residenza di agiato soggiorno, interessante convivio intellettuale di artisti e letterati della zona, ha una pianta rettangolare e tre piani. Il piano nobile è caratterizzato da un fastoso salone d'onore, dalla camera da letto del cardinale, da salotti, sale da ballo e per l'intrattenimento: assai gradevole il teatrino. Diversi vani furono decorati, nel 1581, dal pittore fiorentino zuccaresco Salvio Savini che aveva già operato nel palazzo di Castiglione del Lago e di Città della Pieve. I suoi lavori sono interessanti anche per l'iconografia dei della Corgna: si possono vedere, infatti, i ritratti di Fulvio, di sua sorella Laura, del nipote Diomede che succedette agli zii nel marchesato, di Ascanio II e della madre Porzia Colonna. 

Nella residenza villeggiarono spesso i marchesi castiglionesi Diomede, Ascanio II e Fulvio II con i loro collaboratori, tra cui il segretario di corte Scipione Tolomei e il poeta bernesco Cesare Caporali. Ma fu proprio Fulvio II Alessandro, ultimo duca del feudo pontificio, a vendere, nel 1645, il luogo di delizie, agli Oddi-Baglioni.

La nobile famiglia perugina lo mantenne fino al XIX secolo, curò il parco all'inglese di 13 ettari, fece realizzare nuove ed amabili pertinenze: la limonaia, il bagno del cardinale, il laghetto, le grotte.
 Nel 1893 la villa fu trasmessa all'antico suo giardiniere, Ferdinando Cesaroni, che volle conservare l'aspetto originario del complesso.
Negli anni venti, poi, il nuovo proprietario, Luigi Parodi, invitò a soggiornare nella residenza artisti e letterati, quali Giuseppe Ungaretti, Vincenzo Cardarelli e Ardengo Soffici che ne fecero un piacevole luogo di riunione di intellettuali.
 In seguito, per lascito testamentario, la villa fu della famiglia Monaco di Lapio che, a causa degli elevati costi per la manutenzione, la vendette, nel 1996, al Demanio.

## Galleria d'immagini

Immagine d'epoca
Lo stemma del cardinale Fulvio della Corgna
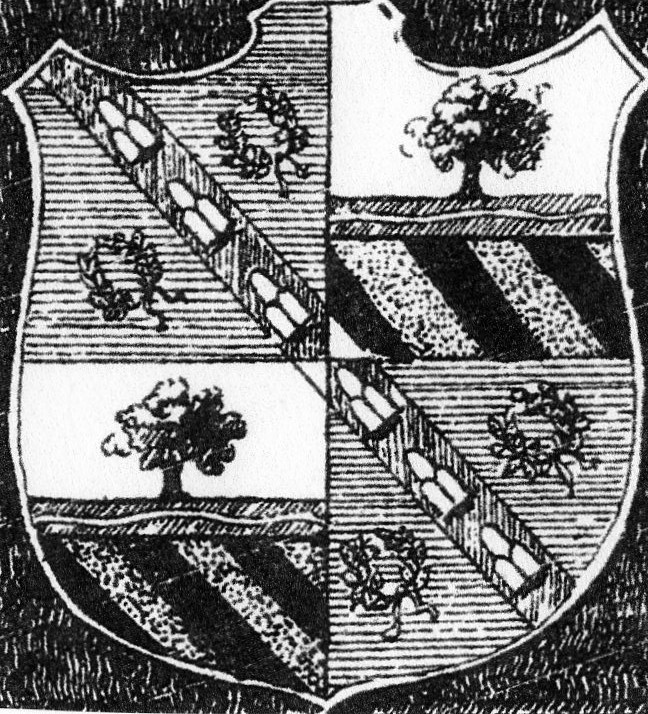
L'arme del Monte-della Corgna